# 1636 en science
| Années de la science : 1633 - 1634 - 1635 - 1636 - 1637 - 1638 - 1639    |
| Décennies de la science : 1600 - 1610 - 1620 - 1630 - 1640 - 1650 - 1660 |

Cet article présente les faits marquants de l'année 1636 en science.

## Événements
- 26 avril : début attesté de la correspondance scientifique de Fermat avec Mersenne et ses amis[1].
- 24 septembre-7 novembre : la première carte de la Lune, dressée par Peiresc et Gassendi, est gravée par le peintre et graveur français Claude Mellan[2].

- 28 octobre : fondation d'une école par l'assemblée générale de la colonie de la baie du Massachusetts à l'origine de l'Université Harvard[3].

## Publications
- Jacques de Bie : La France métallique, ouvrage de numismatique.
- Girard Desargues : Exemple de l'une des manières universelles du SGDL touchant la practique de la perspective sans emploier aucun tiers-point… paraît à Paris.
- Pierre de Fermat : Ad locos planos et solidos isagoge, reconstitution d'un ouvrage perdu d'Apollonius de Perga, le traité Des lieux plans.
- James Hume :
  - Traité de la trigonometrie, pour résoudre tous les triangles rectilignes et sphériques. Avec les démonstrations des deux célèbres propositions du baron de Merchiston, non encores demonstrées. Il se nomme alors lui-même Jacobus Humius, Theagrus Scotus et publie chez Nicolas et Jean de La Coste.
  - Une algèbre de Viète, d'une methode nouvelle, claire, et facile. Par laquelle toute l'obscurité de l'inventeur est ôtée, & ses termes pour la plupart inutiles, changés és termes ordinaires des artistes. Dédié a monseigneur Claude Bouthillier.
- Marin Mersenne : Harmonie universelle, traité exposant les lois de Mersenne décrivant la fréquence d'oscillation d'une corde ou d'un monocorde étiré.
- Daniel Schwenter : Delicia Physico-Mathematicae. Il décrit un modèle primitif de plume à réservoir.
- Jacques de Bie : La France métallique, ouvrage de numismatique .

## Naissances
- Avril : Johan Flachsenius (mort en 1708), mathématicien finlandais.

## Décès
- 19 janvier : Daniel Schwenter, (né en 1585), orientaliste, mathématicien, inventeur, poète et bibliothécaire allemand.
- 11 mars : Christopher Grienberger (né en 1561), mathématicien autrichien.

- Jean Boulenger (né après 1550), mathématicien français.
- Gabriel Sagard, missionnaire français.
- Michael Sendivogius (né en 1566), alchimiste et médecin polonais.